# Кардамон
Кардамон или кардамом је назив биљака из два рода фамилије ђумбира (Zingiberaceae): зелени или обични кардамон (Elettaria) и црни кардамон (Amomum). Оба рода имају облик мале махуне, која је вретенаста и троугласта у попречном пресеку. Спољна љуска је танка попут папира, док је семе ситно и црно. Махуна зеленог кардамона је светлозелена. Махуне црног кардамона су веће и тамносмеђе боје.
Зелени кардамом је распрострањен од Индије до Малезије. Црни кардамом је распрострањен у Азији и Аустралији. 
Реч кардамон је индијског порекла и до Европе је стигла преко Арапа. Биљка је потекла са малабарске обале јужне Индије, одакле је потекао и бибер.
Кардамон се користи као зачин и као лек. Зелени кардамон има јачу арому, док црни мирише на менту и дим. Углавном се додаје кафи, чају и слаткишима. У традиционалној медицини се користи као лек за инфекције уста, зуба и грла.